# Quý cô lừa đảo
Quý cô lừa đảo (tên gốc tiếng Anh: The Hustle) là phim điện ảnh hài hước của Mỹ năm 2019 do Chris Addison đạo diễn. Phim có sự tham gia diễn xuất của Anne Hathaway, Rebel Wilson và Alex Sharp, với phần kịch bản do Stanley Shapiro, Paul Henning, Dale Launer và Jac Schaeffer đảm nhiệm. Quý cô lừa đảo là phiên bản làm lại từ tác phẩm Dirty Rotten Scoundrels (1988) với các nhân vật nữ làm trung tâm, mà bản thân Dirty Rotten Scoundrels cũng là bản làm lại của bộ phim Bedtime Story (1964). Bộ phim theo chân hai người phụ nữ với kế hoạch lừa đảo một triệu phú internet.
Phim được công chiếu tại các rạp ở Hoa Kỳ vào ngày 10 tháng 5 năm 2019 bởi United Artists Releasing, trong khi đó hãng Universal Pictures chịu trách nhiệm phân phối tác phẩm tại các thị trường quốc tế. Quý cô lừa đảo nhận được nhiều đánh giá tiêu cực từ giới chuyên môn và thu về 97 triệu USD trên toàn cầu.

## Nội dung
Penny Rust là một kẻ lừa đảo bán thời gian, chuyên bẫy đàn ông đưa tiền cho cô, trong khi Josephine Chesterfield lại là một kẻ lừa đảo tinh vi với mục tiêu là những gã đàn ông giàu nhất thế giới. Hai người phụ nữ gặp nhau khi đang đi du lịch tại Côte d'Azur. Không chấp nhận cạnh tranh, Josephine khuyên Penny nên rời khỏi "địa bàn" của mình. Penny phát hiện cô đã bị Josephine lừa nhưng vẫn xin cô ta dạy lại các chiêu trò cho mình. Josephine và Penny cùng nhau lừa đảo những người đàn ông giàu có với màn kịch được gọi là "Chúa tể của những chiếc nhẫn", chiếm đoạt những chiếc nhẫn đính hôn đắt tiền của họ. Kế hoạch thành công nhưng Josephine từ chối chia tiền cho Penny vì cô đang là người học việc.
Josephine và Penny cá cược với nhau xem ai sẽ lấy được 500.000 USD từ tỷ phú Thomas Westerburg, nhà sáng tạo ứng dụng công nghệ YaBurnt. Penny ban đầu chiếm thế thượng phong bằng cách giả mù, khiến Thomas thương cảm vì bà anh cũng bị mù. Tuy nhiên, Josephine giả làm bác sĩ nhãn khoa nổi tiếng để "điều trị" cho Penny bằng các phương pháp quái đản. Penny lợi dụng sự đồng cảm của ba người phụ nữ tại hộp đêm để họ đánh Josephine trong nhà vệ sinh trong khi cô trò chuyện với Thomas, sau đó cô biết được Thomas thực ra không phải tỷ phú và anh ta định dùng số tiền còn lại của mình cho việc điều trị mắt của cô. Cô nói với Josephine rằng vụ cá cược đã kết thúc vì cô đã nảy sinh tình cảm với Thomas. Josephine thay đổi mục tiêu chiếm đoạt tiền của Thomas thành chiếm tình cảm của anh.
Josephine sau đó xuất hiện trong phòng khách sạn của Thomas, cố gắng quyến rũ anh. Penny sau đó biết được Josephine vẫn chưa rời khỏi căn phòng, khiến cô nghĩ họ đã quan hệ tình dục. Sáng hôm sau, Thomas thừa nhận với Penny rằng anh đã trả tiền điều trị mắt cho cô, nhưng anh phải rời khỏi Pháp. Penny trả lại 500.000 USD cho anh, rồi anh lên máy bay rời đi. Josephine đến nơi, thừa nhận mình và Thomas chưa bao giờ quan hệ tình dục và Thomas đã lừa cô đầu tư 500.000 USD vào công ty của anh ta. Penny nhận ra cô cũng đã bị anh ta lừa. Thomas tiết lộ qua tin nhắn rằng bà của anh là kẻ lừa đảo huyền thoại Medusa, và anh đã kế thừa danh hiệu của bà, mặc dù tình cảm của anh dành cho Penny là thật lòng.
Hai tuần sau, Penny rời khỏi nhà của Josephine. Vì thương cảm, Josephine đưa cho cô số tiền từ màn kịch "Chúa tể của những chiếc nhẫn". Thomas bất ngờ quay trở lại khi đang thực hiện một phi vụ lừa đảo những vị khách du lịch giàu có. Hai người phụ nữ miễn cưỡng giúp anh thực hiện phi vụ nhưng yêu cầu 2 triệu USD trước khi có thể tin tưởng anh. Thomas đề nghị họ hợp tác cùng nhau để kiếm nhiều tiền hơn, Josephine và Penny đã đồng ý. Sau đó, cả ba đã thành công trong một phi vụ lừa đảo vào ngày lễ Giáng sinh tại London. Penny và Thomas nối lại tình cảm của họ.

## Diễn viên
- Anne Hathaway vai Josephine Chesterfield
- Rebel Wilson vai Penny Rust
- Alex Sharp vai Thomas Westerburg
- Dean Norris vai Howard Bacon
- Timothy Simons vai Jeremy
- Ingrid Oliver vai Brigitte Desjardins
- Nicholas Woodeson vai Albert
- Rob Delaney vai Todd
- Tim Blake Nelson vai Portnoy
- Casper Christensen vai Mathias

## Sản xuất
Vào tháng 8 năm 2016, nhiều nguồn tin xác nhận hãng Metro-Goldwyn-Mayer đang phát triển một phiên bản làm lại của Dirty Rotten Scoundrels (1988) với các nhân vật nữ làm trung tâm, mà bản thân Dirty Rotten Scoundrels cũng là bản làm lại của bộ phim Bedtime Story (1964). Nội dung của phiên bản làm lại này xoay quanh hai người phụ nữ theo nghề lừa đảo, và Rebel Wilson được công bố là một trong những diễn viên chính. Đây là một dự án sản xuất chung, trong đó Roger Birnbaum và Wilson chịu trách nhiệm sản xuất thông qua hai hãng phim của họ là Pin High Productions và Camp Sugar Productions. Jac Schaeffer đã thực hiện cập nhật phần kịch bản, tuy nhiên ba nhà biên kịch Stanley Shapiro, Paul Henning và Dale Launer của bộ phim gốc cũng được ghi danh.
Tháng 1 năm 2017, tiêu đề sản xuất của phim được tiết lộ là Nasty Women, sau đó được đổi lại thành Quý cô lừa đảo sau khi Anne Hathaway được tuyển vào làm bạn diễn với Wilson. Tiêu đề này châm biếm bình luận "nasty woman" ("thứ đàn bà bẩn thỉu") mà Donald Trump nhắm vào Hillary Clinton trong chiến dịch tranh cử của cả hai. Tháng 3 cùng năm, Chris Addison được mời làm đạo diễn của tác phẩm; đây cũng là phim điện ảnh đạo diễn đầu tay của anh. Tháng 8 năm 2017, Alex Sharp được chọn đóng vai nam chính trong phim, một tỷ phú công nghệ ở độ tuổi 20 trở thành mục tiêu của cuộc cá cược giữa hai kẻ lừa đảo.
Quá trình quay phim chính bắt đầu vào giữa tháng 9 năm 2017 tại cả hai phim trường Pinewood Studios và Shepperton Studios ở Anh Quốc. Công tác quay phim cũng diễn ra tại Sân bay Farnborough. Meghan Trainor đã thu âm ca khúc "Badass Woman" cho bộ phim.

## Phát hành
Quý cô lừa đảo do hãng United Artists Releasing phát hành vào ngày 10 tháng 5 năm 2019. Trước đó, phim đã được dự kiến lên lịch phát hành vào ngày 10 tháng 8 năm 2018 và ngày 29 tháng 6 năm 2018.

## Đón nhận

### Doanh thu phòng vé
Quý cô lừa đảo thu về 35,4 triệu USD chỉ tính riêng tại thị trường Mỹ và Canada và 62 triệu USD tại các quốc gia và vùng lãnh thổ khác, đưa tổng mức doanh thu toàn cầu lên tới 97,4 triệu USD, so với kinh phí sản xuất bộ phim là 21 triệu USD. Theo báo cáo quý 2 năm 2020 của MGM, bộ phim đã tạo ra doanh thu ròng cho hãng phim.
Tại thị trường Mỹ và Canada, Quý cô lừa đảo được phát hành cùng thời điểm với Pokémon: Thám tử Pikachu, Tolkien và Poms, dự kiến thu về 11–15 triệu USD từ 2.750 rạp chiếu phim trong dịp cuối tuần ra mắt. Phim thu về 4 triệu USD trong ngày đầu tiên công chiếu, bao gồm 774.000 USD thu về từ suất chiếu sớm đêm thứ Năm. Sau ba ngày cuối tuần ra mắt, tác phẩm thu về 13,5 triệu USD, đứng thứ ba về doanh thu phòng vé tuần công chiếu, sau Avengers: Hồi kết và Pokémon: Thám tử Pikachu. Phim thu về 6,1 triệu USD trong dịp cuối tuần thứ hai công chiếu, giảm 53% so với doanh thu dịp cuối tuần đầu tiên, đứng thứ năm về doanh thu phòng vé. Tới dịp cuối tuần thứ ba, tác phẩm thu về 3,8 triệu USD, giữ vị trí thứ tám về doanh thu phòng vé tuần đó.

### Đánh giá chuyên môn
Trên hệ thống tổng hợp kết quả đánh giá Rotten Tomatoes, phim nhận được 13% lượng đồng thuận dựa theo 168 bài đánh giá, với điểm trung bình là 3,9/10. Các chuyên gia của trang web nhất trí rằng, "Dàn ngôi sao của Quý cô lừa đảo có thể hợp thành một nhóm hài hiệu quả ở trong bối cảnh khác, nhưng phiên bản làm lại đảo ngược giới tính này thì lại không hề nữ tính chút nào." Trên trang Metacritic, phần phim đạt số điểm 35 trên 100, dựa trên 28 nhận xét, chủ yếu là những đánh giá tiêu cực. Lượt bình chọn của khán giả trên trang thống kê CinemaScore cho phần phim điểm "B−" trên thang từ A+ đến F, trong khi đó trang PostTrak cho phim số điểm 73%.
Peter Travers từ Rolling Stone đã cho phim điểm 1 trên 5 và viết, "Mọi người nói thời gian là tiền bạc, đặc biệt đối với các thương vụ kinh doanh hài hước. Nhưng trong Quý cô lừa đảo, cái đồng hồ hài hước ẩn bên trong mỗi con người đã bị tắt một cách thảm hại. Bối cảnh buồn tẻ, những trò đùa không tới bến và dàn diễn viên không – hoặc sẽ chẳng bao giờ – có tương tác [với nhau]." Peter Bradshaw của The Guardian thì viết, "Anne Hathaway đã kích hoạt một vụ nổ triệu tấn của những thứ không buồn cười trong bộ phim tồi tệ này."

### Giải thưởng
| Giải thưởng                          | Ngày                 | Hạng mục                              | Đối tượng đề cử                   | Kết quả   | Nguồn  |
| ------------------------------------ | -------------------- | ------------------------------------- | --------------------------------- | --------- | ------ |
| Giải Golden Trailer                  | 2019                 | Áp phích phim hài xuất sắc nhất       | Quý cô lừa đảo                    | Đoạt giải | [ 25 ] |
| Giải People's Choice                 | 10 tháng 11 năm 2019 | Phim hài của năm 2019                 | Quý cô lừa đảo                    | Đề cử     | [ 26 ] |
| Giải Điện ảnh & Truyền hình Quốc gia | 3 tháng 12 năm 2019  | Phim hài xuất sắc nhất                | Quý cô lừa đảo                    | Đề cử     | [ 27 ] |
| Giải Mâm xôi vàng                    | 16 tháng 3 năm 2020  | Diễn viên nữ chính tồi nhất           | Anne Hathaway (cũng cho Serenity) | Đề cử     | [ 28 ] |
| Giải Mâm xôi vàng                    | 16 tháng 3 năm 2020  | Diễn viên nữ chính tồi nhất           | Rebel Wilson                      | Đề cử     | [ 28 ] |
| Giải ASCAP London                    | 21 tháng 10 năm 2020 | Giải âm nhạc trong phim xuất sắc nhất | Anne Dudley                       | Đoạt giải | [ 29 ] |